# Chrudichromy
Chrudichromy (in tedesco Chrudichrom) è un comune della Repubblica Ceca facente parte del distretto di Blansko, in Moravia Meridionale.